# Gymnothorax vagrans
Gymnothorax vagrans es una especie de pez de la familia de los morénidas en el orden de los Anguilliformes.

## Distribución geográfica
Se encuentran en Sudamérica.